# Генерал Тадеуш Костюшко
«Генерал Тадеуш Костюшко» — портрет, що створив англо-американський художник Бенджамін Вест.
Це не перше звертання художника до портрету військового. Автодидакт Бенджамін Вест часто звертався до створення портретів військових, але вирішував їх як сценки батального жанру («Вільям Джонсон рятує життя барона Діскау в битві при озері Джордж від індіанця, що зажадав скальп барона», 1755, «Смерть американського генерала Вольфа», 1770, Оттава, Національна галерея Канади.)
Портрет Тадеуша Костюшка створений у пізній період творчості майстра, що набрав досвіду і відмовився від звичних засобів героїзації, притаманних тогочасним портретам військових (прапори, які здимає сильний вітер, велична фігура командира, гармати, хмарне небо і сцени бойових дій на тлі картини).
Генерал Тадеуш Костюшко поданий вдома на ліжку, в еміграції, стривожений, засмучений, але не підкорений. Для смутку були усі підстави — він жив у вимушеній еміграції після поразки національно-визвольного повстання 1794 р., був відсторонений від активної суспільної діяльності.

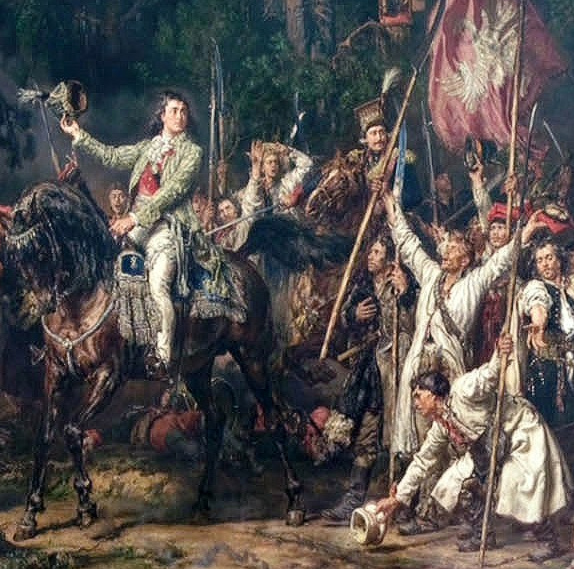
Ян Матейко, «Костюшко з польськими вояками після перемоги під Раславицями», Краків, Національний музей.

Героїчним вчинком була навіть відмова активного генерала брати участь у військових діях Наполеона Бонапарта, що запросив Тадеуша Костюшка на посаду у власну армію. Костюшко не спокусився на запрошення Бонапарта, як це зробила купа польських вояків у безпідставній надії привернути увагу Наполеона до польських проблем відновлення державності. Тадеуш Костюшко один з небагатьох сучасників, хто розумів авантюрний характер дій Наполеона Бонапарта, усвідомивши несхильнсть того ні до втручання в польські проблеми, ні до відновлення державності Польщі. Для патріота Костюшко подібна позиція була абсолютно неприйнятною. Тому він обрав бездіяльність, ніж участь в військових авантюрах французького генерала — перевертня, що невдовзі стане новим імператором.
У портреті генерала Костюшка Вест взагалі відмовився від штампів батального жанру і натовпу співчуваючих на тлі прапорів і батального поля, а сам портрет виявив риси предромантизму і справжньої героїки, якої так не вістачало іншим історичним композиціям Веста.